# Duindorp
Duindorp is een woonwijk in het stadsdeel Scheveningen in de stad Den Haag, in de Nederlandse provincie Zuid-Holland. De wijk grenst aan de wijken Vogelwijk en Scheveningen en de Bosjes van Poot en het Westduinpark.

## Historie

### Voorgeschiedenis
Tot 1 juli 1923 maakte het gebied deel uit van de gemeente Loosduinen maar werd toen vrijwillig geannexeerd door Den Haag. De Haagse wijk Duindorp is tussen 1915 en 1930 gebouwd in de Westduinen die zijn gelegen direct ten zuidwesten van het zogenoemde Verversingskanaal. Sociaal-cultureel gezien heeft Duindorp altijd deel uitgemaakt van Scheveningen. Dit oude kustdorp - waarvan de geschiedenis teruggaat tot de 14de eeuw - viel in de loop van de 19de eeuw steeds meer ten prooi aan een verkrotting van zijn dorpskern. Op de stedelijke overheid, in dit geval de stad Den Haag, werd dan ook vanaf het begin van de 20e eeuw druk uitgeoefend ter verbetering in verband met de volksgezondheid in de hofjes en steegjes. De groeiende stroom protesten leidde tot meerdere plannen die ten eerste de kaalslag van een deel van het oude vissersdorp omvatten en ten tweede de ontwikkeling van nieuwe woningen, zowel binnen het gebied van de kaalslag als daarbuiten. Van dit laatstgenoemde maakte een plan voor een te ontwikkelen wijk, het latere Duindorp, deel uit. Het uitgangspunt was dat het zou gaan om betaalbare huurwoningen en deze dan vooral ten gunste van de uitgeplaatste, vanuit het oude dorp afkomstige, gezinnen.

### Uitvoering
De eerste bebouwing van Duindorp bestond uit drie hoven met (huur)woningen, alle drie elk gesitueerd rond een ruim vierkant plein met speelgelegenheden voor de jeugd van de kinderrijke Scheveningse gezinnen. Het front van het totaal der ontwikkelde blokken, die als werktitels de namen Afvoerkanaal I, II, III, IV droegen, werd gevormd door woningen, gelegen aan de Houtrustweg. Deze keken alle in noordoostelijke richting uit op wat in de volksmond het Verversingskanaal werd genoemd. Dit afvoerkanaal liep sinds de 19de eeuw vanuit Den Haag richting de zee en het mondde via een sluis uit in de Noordzee.
Oorspronkelijk werd de zich nieuw vormende wijk nog niet via een brug verbonden met het aan de overzijde van het kanaal gelegen - en zich intussen ook verder uitbreidende - vissersdorp. Pas vanaf 1923 konden de Duindorpers beschikken over een brug die hen met het oude dorp, en dus met hun familie, verbond. Tot die tijd konden zij slechts oversteken met een pontje, of anders lopen of fietsen naar de meer noordwestelijk gelegen sluis die dan een droge oversteek over het kanaal kon bieden. Vervolgens ging een tram via de nieuw aangelegde brug een aansluiting bieden vanaf het betrekkelijk afgelegen Duindorp naar het centrum van Den Haag.
In de loop van de jaren breidde de bouw van Duindorp zich in zuidwestelijke richting uit door middel van een aantal lange, rechte straten die hier en daar door - soms zeer korte of hoefijzervormige - zijstraatjes met elkaar werden verbonden. De aan deze straten gelegen woonblokken bestonden uit portiek(huur)woningen in twee of drie lagen, kleine eengezinswoningen en gelijkvloerse woningen met hun voordeur aan de straat. De zuidoostelijke helft van Duindorp kreeg in de loop der jaren een aanzienlijk minder sober en rechthoekig uiterlijk, met name doordat hier ruimte werd geboden aan particulier bouwinitiatief. In dit gedeelte verrezen ook vrijwel alle openbare voorzieningen, waaronder enkele scholen, kerken en een badhuis annex zwembad. Heel centraal gelegen werd te Duindorp het Tesselseplein gesitueerd. Hieromheen heeft zich een bloeiende middenstand kunnen ontwikkelen.

### Sociaal-culturele achtergronden der bewoners

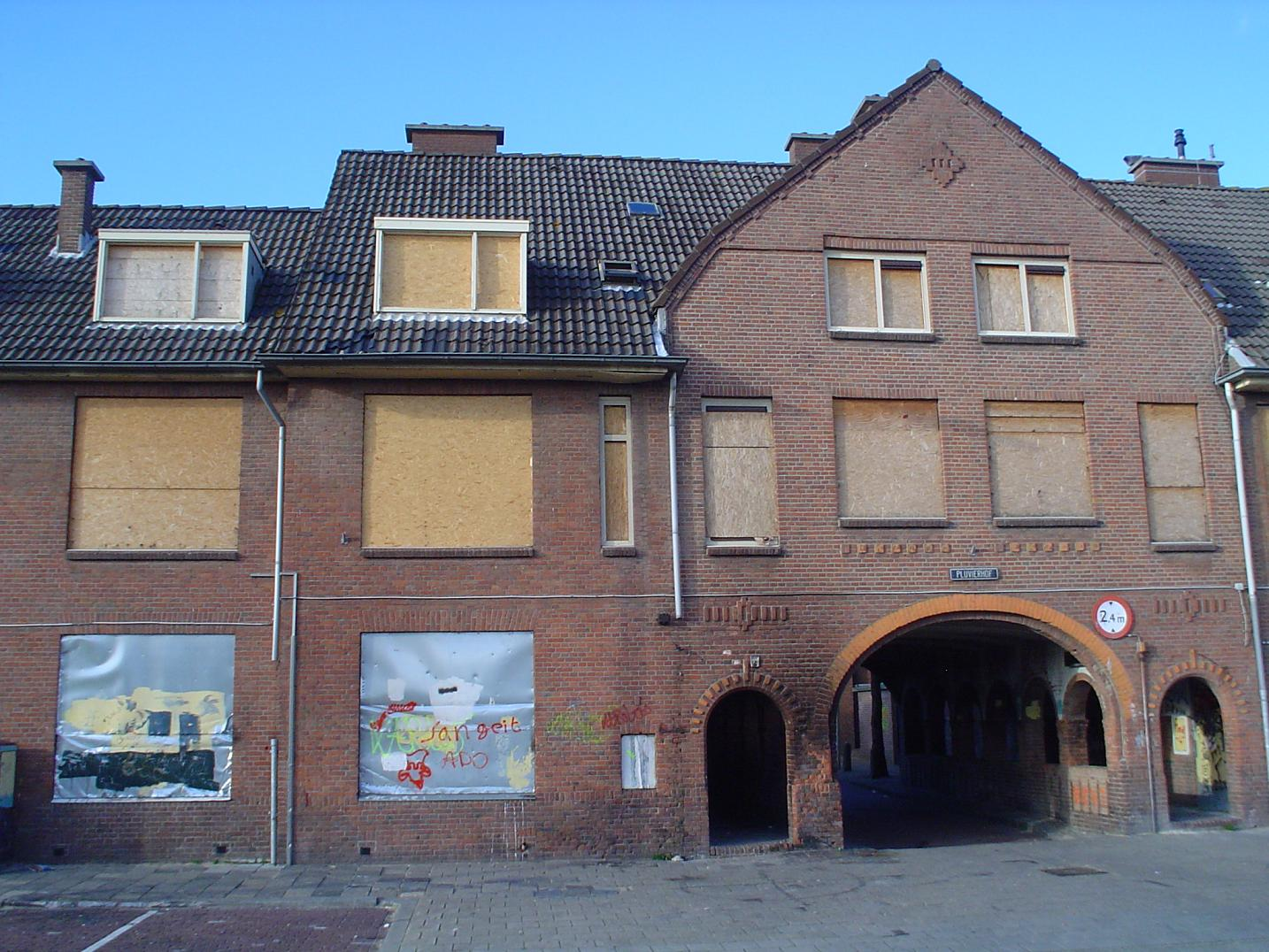
Duindorp. Toegangspoort tot de Pluvierhof in 2007

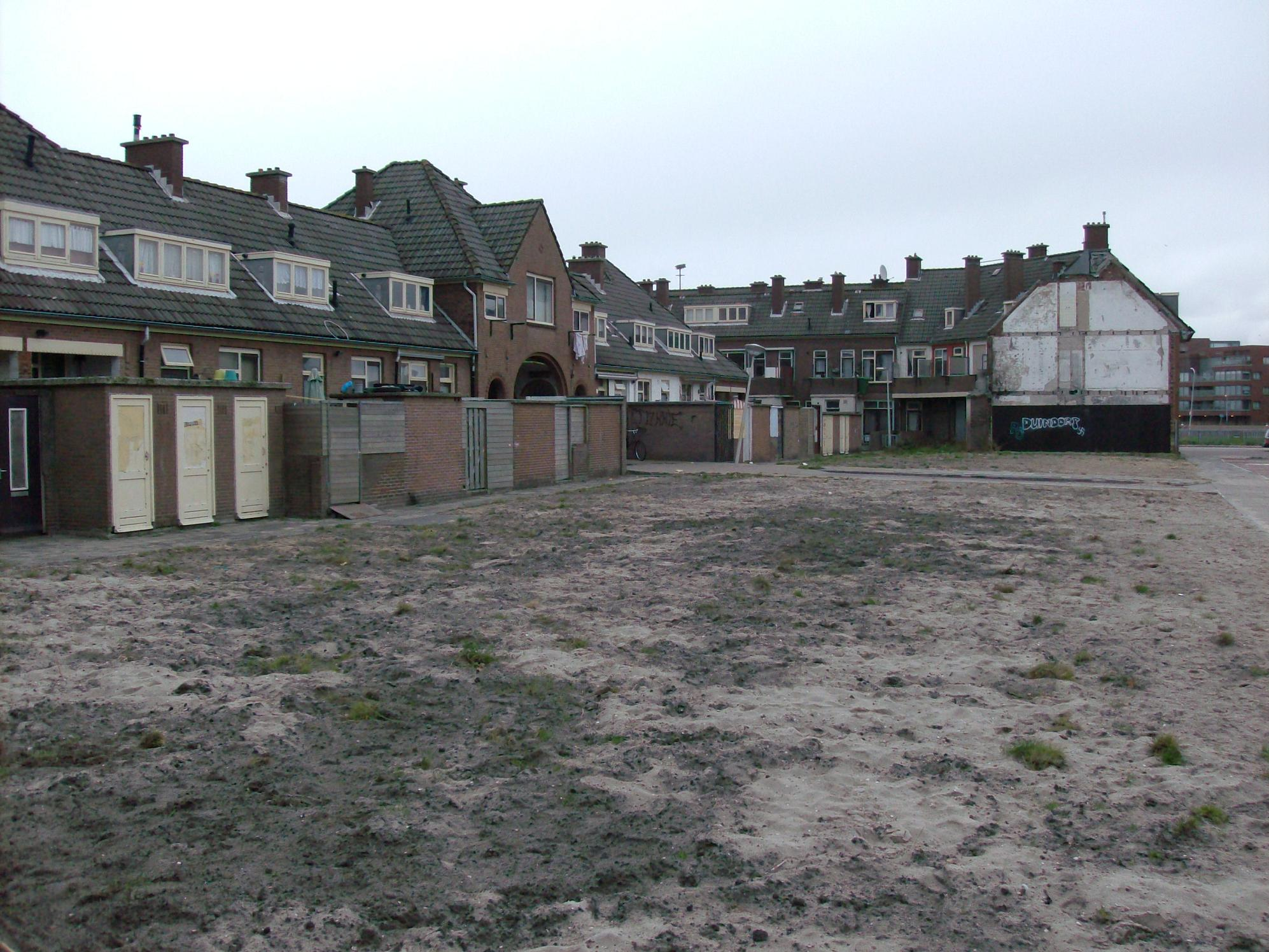
De Pluvierhof in 2008, na de sloop van het poortgebouw

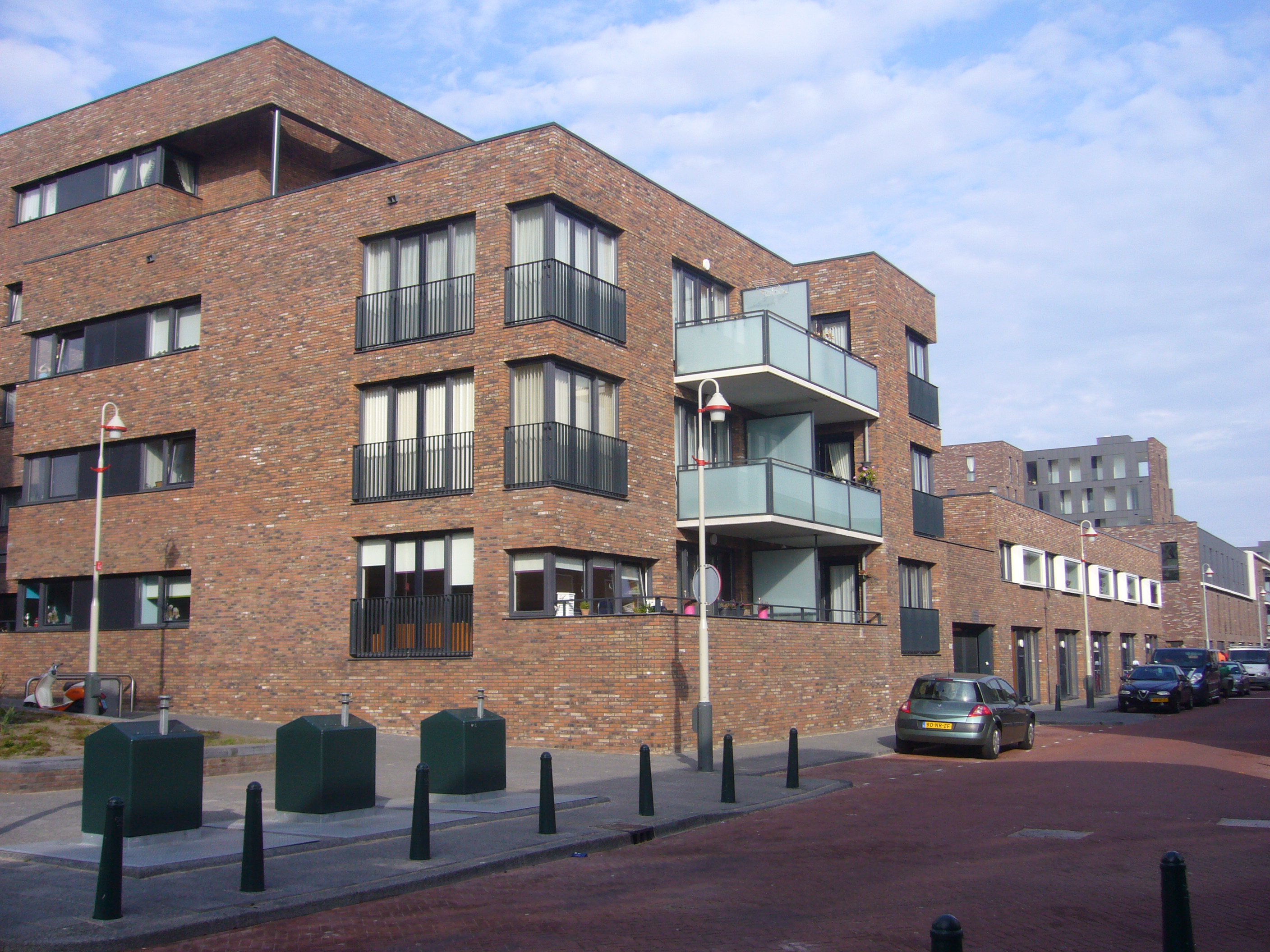
Nieuwbouw 2009

De eerste bewoners waren bijna zonder uitzondering Scheveningers die afkomstig waren uit het oude vissersdorp. Zij hadden vanwege de grootschalige sanering en de daaropvolgende kaalslag aldaar hun oorspronkelijke, meestal in slechte staat verkerende, woninkjes moeten verlaten. Het ging goeddeels om vissersgezinnen en dit verklaart de bouw van de vooral vele huurwoningen ter plaatse. Veel Scheveningers 'kozen' van vader op zoon voor de zee en voor de daaraan gerelateerde visserij. Dit was een enerzijds hard, en anderzijds armelijk bestaan terwijl de inkomsten van de vissers laag tot zeer laag waren. Wilde de gemeente Den Haag de vissers en hun gezinnen dan ook tegemoetkomen, dan diende zij redelijke woningen aan te bieden voor een evenzo redelijke huurprijs. Omdat de vissersgezinnen, evenals alle arbeidersgezinnen van die jaren, zeer kinderrijk waren, moesten de te bouwen woningen daarop worden berekend. Het moge duidelijk zijn dat, naast gezinnen van vissers, óók gezinnen van werkers in aan de visserij gerelateerde bedrijven en arbeiders bij allerlei andere bedrijven en instellingen hun plaats vonden in Duindorp. Toch bleef het stempel van het eeuwenoude vissersdorp heel duidelijk, zowel zichtbaar als hoorbaar, in Duindorp aanwezig. De plaatselijke klederdracht bepaalde aldaar vele jaren in hoge mate het straatbeeld en het plaatselijke dialect bleef daar, meer dan in het oude dorp, heel lang de onderlinge voertaal. Aangezien de vissers en hun gezinnen al van oudsher zeer gelovig waren, vormde het in de 16de eeuw te Scheveningen ingetreden protestantisme aldaar een hechte basis. Dit impliceerde dat de religieuze basis zich na de vorming van Duindorp ook dáár krachtig manifesteerde. Protestantse kerkenbouw liet dan ook niet al te lang op zich wachten. Het ontbrak het katholicisme te Duindorp aan een dergelijke basis.

### Verdere ontwikkelingen
Duindorp heeft het einde van de 20e eeuw gehaald zonder bouwkundig veel te zijn veranderd. Slechts de Tweede Wereldoorlog zorgde voor enige schade. Een klein aantal woningen werd neergehaald in verband met de aanleg van de Atlantikwall, eind 1942. De bewoners moesten evacueren en Duindorp ging deel uitmaken van een veelomvattend Sperrgebiet. Na de Tweede Wereldoorlog, vanaf 1945 tot 1947, fungeerde het sinds de evacuatie nog steeds onbewoonde Duindorp als interneringskamp voor NSB'ers; zie Kamp Duindorp. Prikkeldraadversperringen zorgden voor een totale afsluiting van de buitenwereld.
Vanaf de jaren 70 werd een aantal gebouwen, waaronder de voormalige school voor luchtvaarttechnici aan het Zeezwaluwhof, gesloopt alsmede het badhuis annex zwembad. Op de vrijgekomen locaties werd moderne woningbouw gerealiseerd. In de jaren 90 werd besloten tot grootschalige sanering van de noordwestelijke zijde van Duindorp, inclusief twee van de drie eerdergenoemde hoven. Veel woningen zijn sindsdien gerenoveerd en samengevoegd alhoewel dit lang niet overal mogelijk was. Met name de kleine, gehorige portiekwoningen voldoen niet meer aan de eisen van deze tijd met alle problemen van dien.

### S.O.S. Duindorp
De sanering van 1100 sociale woningen veroorzaakte veel onrust onder de huurders. In februari 1998 werd het actiecomité 'Stop Ontwikkeling Sloopplannen Duindorp' (S.O.S. Duindorp) opgericht. Bij het gemeentebestuur, woningcorporatie Vestia, Wijkberaad- en de Huurdersraad van Duindorp werd bezwaar aangetekend. Op 17 juli 1998 werd het kantoor van verhuurder Vestia Den Haag/Scheveningen door S.O.S. Duindorp bezet. Op 15 augustus werd door 600 huurders een protestmars door Duindorp gehouden.
De Vereniging Monumentaal Duindorp tekende op 13 juli 2001 bezwaar aan tegen de sloop van de Duindorpse Rijksmonumenten Pluvierhof en de Meeuwenhof. De Raad van State verklaarde in 2003 het bezwaar ongegrond.

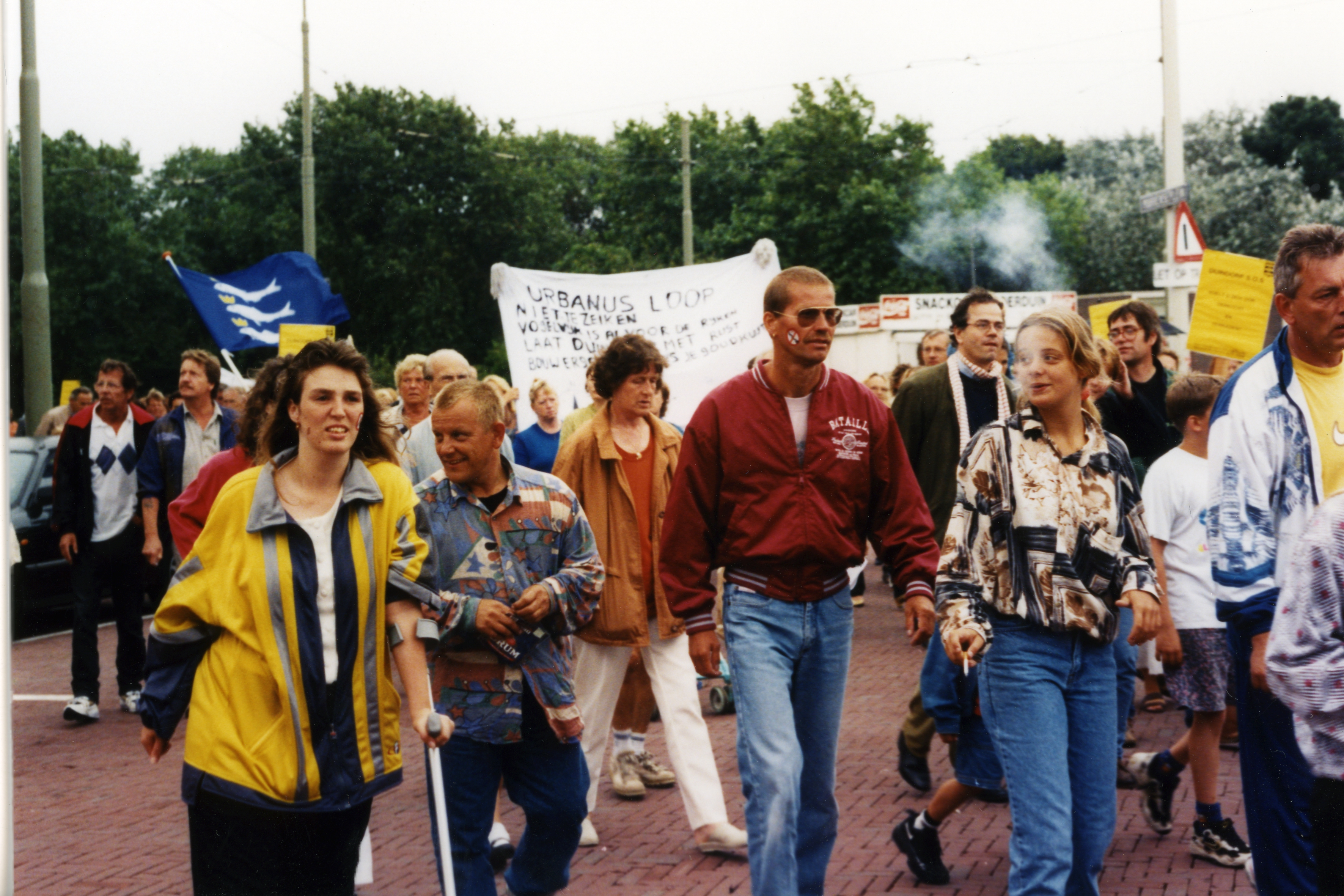
Protestmars door Duindorp op 15 augustus (foto Karel Kulk 17 augustus1998)

Hele straten zijn inmiddels, of worden nog, gesloopt en zullen na wederopbouw onherkenbaar zijn veranderd. In 2009 werd de nieuwbouw van de Duinstrip genomineerd voor de Nieuwe Stad Prijs van Den Haag. Het Tesselseplein werd opgeknapt. Het lange gebouw langs de duinen werd vervangen door negen losse gebouwen zodat natuurmonument Westduinpark vanuit de wijk beter toegankelijk werd.
Naar aanleiding van de huidige nieuwbouw is acht jaar lang onderzoek gedaan naar de mogelijkheid om warmte aan zeewater te onttrekken en daarmee woningen te verwarmen. Dit onderzoek is geslaagd en heeft internationaal veel aandacht gekregen. De zeewarmwatercentrale van Vestia brengt nu verwarmd water naar de woningen, die het zo nodig kunnen bijverwarmen.

## Strand
Duindorp ligt dicht bij het strand. Er zijn meerdere strandpaviljoens en een aantal andere voorzieningen voor de badgasten. Er is echter geen boulevard en er zijn geen winkels. Hoewel Duindorp onderdeel uitmaakt van het stadsdeel Scheveningen kan het strand door zijn geïsoleerde ligging naast Scheveningen en Kijkduin als derde Haagse strandlocatie worden gezien.
Vanaf Station Hollands Spoor is Duindorp bereikbaar met tram 12 en vanaf het Centraal Station met bus 22 die ook een verbinding met Scheveningen geeft. Beide lijnen hebben hun eindpunt op het Markenseplein. Vandaar is met een wandeling van ongeveer 500 meter door het Westduinpark het strand bereikbaar. 
De eerste tramlijn in Duindorp was lijn 10, vanuit het Statenkwartier over de Willem de Zwijgerlaan en via de Nieboerweg en Tesselsestraat tot het einde van de Pluvierstraat, in 1929. In 1943 opgeheven wegens aanleg Atlantikwall. Na de oorlog werd er wel begonnen met heraanleg, maar om onbekende reden werd dat stopgezet, en kwam er dus niet opnieuw een tramlijn vanuit het Statenkwartier. Na 2000 dook deze route weer op als mogelijkheid voor een nieuwe tramlijn naar het Norfolk-terrein. Maar weer ging het niet door. In 1932 naderde lijn 3A de wijk vanuit de Goudenregenstraat. Het eindpunt is dan bij de Nieboerweg. In 1935 werd het Markenseplein bereikt. In sommige periodes reed lijn 3A niet, en in plaats daarvan reed lijn 12 dan door naar Duindorp in plaats van tot de Lijsterbesstraat. Lijn 3A (2e) werd in 1943 opgeheven. Sinds 1947 rijd lijn 12 permanent naar Duindorp.

## Varia
- Landelijk bekend geworden Duindorpers zijn: de arts-schrijver Willem Brakman, die hier in zijn jeugd woonde, en de theoloog-schrijver Cees den Heyer. Ook professor Jan Tinbergen, econoom en Nobelprijswinnaar economie, woonde rond 1930 in Duindorp. Zijn vrouw Tine de Wit organiseerde activiteiten voor de kinderen en nam het initiatief tot het stichten van het "Clubhuis Duindorp" in 1933.
- Duindorp is aangemerkt als een probleemwijk,[3] o.a. doordat jongeren gewelddadig optraden en veel overlast veroorzaakten. Televisiereportages die de vertoonde asociale beeldvorming nog uitvergrootten droegen hieraan extra bij. Mede door de sanering en de sloop van bepaalde wijkdelen kon de overlast sterk worden teruggedrongen en is de negatieve publiciteit sterk verminderd. Eind november 2019 kwam de wijk weer negatief in het nieuws door rellen en brandstichting in verband met het gemeentelijk verbod op de vreugdevuren tijdens de jaarwisseling 2019-2020 op het Haagse Zuiderstrand net als op 13 augustus 2020 toen het dorp uren zonder water zat omdat relschoppers 's nachts brandkranen hadden opengedraaid.
- In 2009 werd de Nieuwe Stad Prijs toegekend aan de Duinstrip. De Duinstrip is een nieuwbouwcomplex gelegen aan de rand van Duindorp aan de kant van de zee. De inwoners hebben uitzicht op de duinen en de zee en de appartementen worden verwarmd door water uit zee.
- Op het strand van Scheveningen en Duindorp worden tijdens de jaarwisseling de vreugdevuren van Scheveningen-Dorp en Duindorp ontstoken. Het is jaarlijks een competitie wie de hoogste vuurstapel heeft. In 2014 behaalde het vuur van Duindorp een officieel record. De brandstapel van 15 bij 15 meter met 30.000 pallets werd door het Guinness Book of Records erkend als grootste vreugdevuur ter wereld.[4] In 2018 werd de brandstapel nog hoger; maar liefst 49 meter. De stapel van Scheveningen 45 meter. Laatstgenoemde mondde uit in een gevaarlijke vonkenregen, waarbij auto's en huizen werden beschadigd. Daarop heeft de gemeente Den Haag besloten de vreugdevuren vergunningsplichtig te maken en strenge eisen te stellen, zo mogen deze maar maximaal 10×10×10 meter zijn.
- In 2015 werd 100 jaar Duindorp gevierd met een taptoe en diverse concerten. Eind november werd in Muzee een tentoonstelling geopend over 100 jaar Duindorp.[5]